# 박석재
박석재(朴碩在, 1957년 7월 27일 ~ )는 대한민국의 천문학자로서 서울대 천문학과, 미국 텍사스대학원 천문학과를 나왔다. 블랙홀 박사라는 닉네임으로 유명하다. 한국천문연구원 연구위원을 지낸 그는 한국천문연구원 책임연구원을 거쳐 2005년 5월부터 2011년 5월까지 한국천문연구원장직을 수행했다. 시민천문대가 전국으로 퍼지는데 큰 기여를 하였다는 평가를 받고 있다.

## 학력
- 대전고등학교
- 서울대학교 천문학 학사, 석사
- 텍사스대학교 오스틴캠퍼스 천문학 박사

## 경력
- 1991~1992 한국아마추어천문학회 초대회장
- 1999~2005 한국천문연구원 책임연구원
- 2005~2011 한국천문연구원 원장

## 수상
- 2004년 대전광역시 과학기술인상
- 2005년 과학기술부 닮고 싶고 되고 싶은 과학기술인상